# إريك ريفيرا فيلانويفا
إريك ريفيرا فيلانويفا هو سياسي مكسيكي، ولد في 14 يناير 1970 في Zimapán ‏ في المكسيك. نشط حزبياً في حزب العمل الوطني. وقد انتخب عضو مجلس النواب المكسيك ‏.